# (6108) Glebov
(6108) Glebov ist ein Asteroid des Hauptgürtels, der am 18. August 1971 vom sowjetischen Astronomin Tamara Michailowna Smirnowa am Krim-Observatorium (IAU-Code 095) in Nautschnyj, etwa 30 km von Simferopol entfernt, entdeckt wurde.
Der Asteroid wurde am 2. April 1999 nach dem russischen Maschinenbauingenieur Igor Alexejewitsch Glebow (1914–2002) benannt, der seit 1975 das Science Research Institute of Electric Machine Engineering in St. Petersburg leitete.